# Ругашешти (Клуж)
Ругашешти (рум. Rugășești) насеље је у Румунији у округу Клуж у општини Кашеју. Oпштина се налази на надморској висини од 262 m.

## Становништво
Према подацима из 2002. године у насељу је живело 1116 становника.

### Попис2002.
| Расподела становништва по националности 2002.‍ | Расподела становништва по националности 2002.‍ | Расподела становништва по националности 2002.‍ | Расподела становништва по националности 2002.‍ | Расподела становништва по националности 2002.‍ |
| --------------------------------------------- | --------------------------------------------- | --------------------------------------------- | --------------------------------------------- | --------------------------------------------- |
|                                               |                                               |                                               |                                               |                                               |
| Румуни                                        | Румуни                                        |                                               | 1.028                                         | 92,4%                                         |
| Роми                                          | Роми                                          |                                               | 84                                            | 7,6%                                          |